# دانشگاه یاگیلونیا
دانشگاه یاگیلونیا (به لهستانی: Uniwersytet Jagielloński)، که بیشتر به صورت کوتاه‌شدهٔ یو جِی (UJ) خوانده می‌شود، با نام‌های تاریخی شامل؛ ورزشگاه جنرال، دانشگاه کراکوف، آکادمی کراکوف، مدرسهٔ اصلی تاج و مدرسهٔ اصلی کراکوف یک دانشگاه پژوهشی است که در سال ۱۳۶۴ میلادی توسط کازیمیر کبیر در کراکوف تأسیس شد. این قدیمی‌ترین دانشگاه در لهستان، دومین دانشگاه در مرکز اروپا از نظر قدمت و یکی از قدیمی‌ترین دانشگاه‌ها در جهان است. این دانشگاه در رتبه‌بندی (QS) دانشگاه‌های جهان به عنوان بهترین دانشگاه لهستانی شناخته شده، و توسط رتبه‌بندی دانشگاه‌های جهان یا (ARWU)، در زمرهٔ ۵۰۰ دانشگاه برتر در جهان، قرار گرفته‌است.
در زمان حکم‌رانیِ پادشاهی دوگانه اتریش-مجارستان بر کراکوف، این دانشگاه زمان‌های سختی را گذراند و در طول تجزیهٔ لهستان موجودیت آن مورد تهدید قرار گرفت. در سال ۱۸۱۷، به زودی پس از ایجاد قلمرو دوک‌نشین ورشو، این دانشگاه به نام دانشگاه یاگیلونیایی، به منظور بزرگداشت و زنده کردِ یادِ دودمان یاگیلون لهستان؛ که برای اولین بار دانشگاه کراکوف را در گذشته بنا نهادند، تغییر نام داد.
در سال ۲۰۰۶، مکمل آموزش عالی تایمز، دانشگاه یاگیلونیا را به عنوان دانشگاه برتر لهستان تأیید کرد.